# Menisc (anatomia)
En anatomia, un menisc (del grec μηνίσκος meniskos, "mitja lluna") és una estructura fibrocartilaginosa en forma de mitja lluna que, a diferència dels discs articulars, només omple parcialment la cavitat de l'articulació. En els humans són presents al genoll i a les articulacions acromioclavicular, esternoclavicular i temporomandibular; en altres vertebrats se'n poden trobar en altres articulacions (p. ex. entre els ossos de les ales dels ocells). També es troba un petit menisc a l'articulació radiocarpal.
Correntment s'empra menisc per referir-se als dos que es troben al genoll, i que li donen estabilitat quan està sotmès a pressió o torsió.

## Anatomia
Els meniscs del genoll, menisc extern i menisc intern, són dues peces de teixit fibrocartilaginós que actuen com coixinets entre la tíbia i el fèmur. El menisc intern és semicircular, mentre que l'extern forma gairebé un cercle tancat. Són aplanats per sota, adaptant-se així a la superfície relativament plana de l'extrem superior de la tíbia. En canvi, tenen forma còncava per la banda superior, de manera que formen una cavitat on s'encaixen els còndils del fèmur. Són més gruixuts a la vora externa i més prims cap a l'interior de l'articulació. Estan adherits pels seus extrems a la fossa intercondilar de la tíbia, però estan lliures per la seva part central. Tendeixen a desplaçar-se enrere en la flexió i endavant en l'extensió.

## Funció
Els meniscs augmenten la superfície de contacte entre els elements de l'articulació i dissipen el pes del cos. D'aquesta forma es redueix la fricció dels cartílags articulars i s'evita que pateixin un desgast excessiu durant el moviment.
També donen estabilitat al genoll, ja que la cavitat que formen limita el lliscament dels còndils del fèmur sobre la superfície de la tíbia.

## Lesions
Els meniscs es poden trencar per una flexió o torsió excessiva i brusca del genoll. Aquest és el cas de les lesions esportives i els trencaments en persones joves.
Amb l'edat, el teixit degenera i perd resistència, de forma que pot trencar-se per un traumatisme menor, per exemple en aixecar-se bruscament des de la posició d'ajupit. Aquest és el tipus de trencament més freqüent en majors de 45 anys.
El trencament del menisc pot tenir com a conseqüències, a banda del dolor i la inflamació de l'articulació, el bloqueig del genoll perquè el bocí desprès se situa en un indret on impedeix el moviment. A la llarga, també pot produir artrosi en modificar-se la intensitat del fregament en les diferents superfícies cartilaginoses.
Les dues accions quirúrgiques més habituals són l'extracció del menisc trencat o del bocí que se n'hagi desprès, i la reparació per sutura. La reparació és més factible en persones joves que en meniscs desgastats. Ambdós tipus d'operacions es fan normalment per artroscòpia.